# Frontiero v. Richardson
Frontiero v. Richardson, 411 U.S. 677 (1973), war ein bahnbrechender Fall vor dem Obersten Gerichtshof der Vereinigten Staaten, in dem entschieden wurde, dass Leistungen, die die Streitkräfte der Vereinigten Staaten an die Familie von Dienstmitgliedern gewähren, nicht aufgrund des Geschlechts unterschiedlich verteilt werden dürfen. Frontiero ist in mehrfacher Hinsicht eine wichtige Entscheidung, u. a. weil es dem militärischen Establishment mitgeteilt hat, dass Frauen in Bezug auf Bezahlung, Zulagen und allgemeine Behandlung auf gleicher Ebene wie Männer betrachtet werden müssen. Das Gericht erließ jedoch keine weit gefasste Entscheidung, die vom Militär verlangt, vor Gericht die Gründe für den Ausschluss von Frauen von Kampfpositionen nachzuweisen.
Sharron Frontiero, ein Leutnant der United States Air Force, beantragte Unterkunft und medizinische Leistungen für ihren Ehemann Joseph, den sie als „abhängig“ bezeichnete. Während Soldaten ihre Frauen als unterhaltsberechtigt einfordern konnten und automatisch Leistungen für sie erhielten, mussten Soldatinnen nachweisen, dass ihre Ehemänner für mehr als die Hälfte ihres Unterhalts von ihnen abhängig waren. Joseph hatte keinen Anspruch auf diese Regelung und konnte daher keine Leistungen erhalten. Sharron verklagte ihn, und der Fall wurde vor dem Obersten Gerichtshof angefochten. Lt. Frontiero wurde von Joseph J. Levin, Jr. vom Southern Poverty Law Center vertreten, der den Fall in ihrem Namen vor dem Gericht vertrat. Die künftige Richterin Ruth Bader Ginsburg, die die American Civil Liberties Union (ACLU) als Amicus Curiae vertrat, wurde vom Gericht ebenfalls ermächtigt, für Frontiero zu argumentieren.